# Vallée de la Princesse
Vallée de la Princesse este o arie protejată (arie specială de conservare — SAC, sit de importanță comunitară — SCI, arie de protecție specială avifaunistică — SPA) din Belgia întinsă pe o suprafață de 132,54 ha, integral pe uscat.

## Localizare
Centrul sitului Vallée de la Princesse este situat la coordonatele 50°23′43″N 4°13′26″E / 50.395188°N 4.223808°E.

## Înființare
Situl Vallée de la Princesse a fost declarat arie de protecție specială avifaunistică în iulie 2015 pentru a proteja 5 specii de animale. Alte tipuri de protecție:
- sit de importanță comunitară (în octombrie 2002)
- arie specială de conservare (în iulie 2015)[1][3][4]

## Biodiversitate
Situată în ecoregiunea atlantică, aria protejată conține 6 habitate naturale: Lacuri eutrofice naturale cu vegetație de tip Magnopotamion sau Hydrocharition, Cursuri de apă de la nivel de câmpie la nivel montan, cu vegetație Ranunculion fluitantis și Callitricho-Batrachion, Liziere de ierburi înalte hidrofile de câmpie și de nivel montan până la alpin, Păduri de fag acidofile atlantice, cu subarboret de Ilex și, uneori, de asemenea, Taxus, la nivelul arbuștilor (Quercion robori-petraeae sau Ilici-Fagenion), Păduri de fag Asperulo-Fagetum, Păduri aluvionare cu Alnus glutinosa și Fraxinus excelsior (Alno-Padion, Alnion incanae, Salicion albae).
La baza desemnării sitului se află mai multe specii protejate:
- păsări (4): ciocănitoarea de stejar (Dendrocopos medius), ciocănitoare neagră (Dryocopus martius), becațină comună (Gallinago gallinago), viespar (Pernis apivorus)
- nevertebrate (1): fluturele-tigru (Callimorpha quadripunctaria)

Pe lângă speciile protejate, pe teritoriul sitului au mai fost identificate 2 specii de plante, 6 specii de amfibieni.